# Tribute (альбом Джона Ньюмена)
Tribute — дебютный альбом британского поп-исполнителя Джона Ньюмена. Он был выпущен в Великобритании 14 октября 2013 году на лейбле Asylum Records. Альбом включал в одиннадцать песен, в том числе четыре сингла, главным из которых был «Love Me Again». В июле 2013 года этот сингл занял первое место в английском чарте UK Singles Chart и продержался в десятке лучших 11 недель. В Великобритании альбом стал «золотым».

## Предыстория
В возрасте 20 лет Джон Ньюман собирает свою группу, они играли вживую и были замечены продюсерами из Island Records, с которой и заключил контракт. Первый большой успех пришёл после сотрудничества с английским электронным квартетом Rudimental, вместе с которым они смогли возглавить общенациональный хит-парад Великобритании UK Singles Chart с синглом «Feel the Love».

## Отзывы
Альбом получил положительные оценки критиков и был коммерчески успешен. В Англии он получил статус платинового и достиг первого места в Британском чарте .Также альбом имел хорошие позиции в странах Европы, стал золотым в Польше, Австрии и Швейцарии, но в России успехом не пользовался.

## История выпуска
| Область           | Дата            | формат                   |
| ----------------- | --------------- | ------------------------ |
| Австралия         | 11 октября 2013 | - CD - цифровой загрузки |
| Австрия           | 11 октября 2013 | - CD - цифровой загрузки |
| Бельгия           | 11 октября 2013 | - CD - цифровой загрузки |
| Германия          | 11 октября 2013 | - CD - цифровой загрузки |
| Ирландия          | 11 октября 2013 | - CD - цифровой загрузки |
| Нидерланды        | 11 октября 2013 | - CD - цифровой загрузки |
| Новая Зеландия    | 11 октября 2013 | - CD - цифровой загрузки |
| Швейцария         | 11 октября 2013 | - CD - цифровой загрузки |
| Великобритания    | 14 октября 2013 | - CD - цифровой загрузки |
| Соединённые Штаты | 7 января 2014   | - CD - цифровой загрузки |

## Список композиций
| Номер | Название            | Авторы                              | Продюсеры                         | Длина |
| 1.    | "Tribute"           | - John Newman - Ant Whiting         | - Ant Whiting - John Newman       | 5:38  |
| 2.    | "Love Me Again"     | - Newman - Steve Booker             | - Steve Booker - Mike Spencer     | 4:00  |
| 3.    | "Losing Sleep"      | - Newman - Booker - Benny Blanco    | - Whiting - Newman - Mike Spencer | 4:42  |
| 4.    | "Easy"              | - Newman - Booker                   | - Whiting - Newman                | 3:40  |
| 5.    | "Try"               | - Newman - Booker                   | - Whiting - Newman                | 3:35  |
| 6.    | "Out of My Head"    | - Newman - Booker                   | - Whiting - Newman                | 3:50  |
| 7.    | "Cheating"          | - Newman - Emily Phillips           | - Whiting - Newman - Mike Spencer | 3:42  |
| 8.    | "Running"           | - Newman - Steve Mac - Wayne Hector | - Whiting - Newman                | 4:20  |
| 9.    | "Gold Dust"         | - Newman - Tim Woodcock             | - Whiting - Newman                | 3:32  |
| 10.   | "Goodnight Goodbye" | - Newman - Booker                   | - Whiting - Newman                | 3:43  |
| 11.   | "All I Need Is You" | - Newman - Booker                   | - Whiting - Newman                | 3:22  |